# Association for Women in Science
Die Association for Women in Science (AWIS, dt.Verband für Frauen in der Wissenschaft) wurde 1971 bei der jährlichen Versammlung der Federation of American Societies for Experimental Biology (FASEB, dt. Bund Amerikanischer Vereine für experimentelle Biologie) gegründet. Die Organisation zielt darauf ab, Diskriminierung am Arbeitsplatz, niedrigere Löhne und professionelle Isolation zu bekämpfen. Die Punkte, die der Verband hauptsächlich angeht, sind  gerechte Entlohnung, Arbeitskräfteabgang, Balance zwischen Arbeits- und Berufsleben und berufliche Weiterbildung.

## Geschichte
AWIS wurde 1971, nach einer Serie von Brunches, die von einem informellen Frauenausschuss organisiert wurden, bei der jährlichen Versammlung der FASEB gegründet. Nach der Festlegung eines Geschäftsführers und einer Geschäftsstelle in Washington, DC wurden Länderübergreifend Ortsverbände für die individuellen Mitglieder organisiert. Die gründenden Vorsitzenden waren Neena Schwartz und Judith Pool. Eine frühe AWIS-Aktion involvierte die Initiation einer Sammelklage mit anderen Verbänden von Frauen in der Wissenschaft gegen die National Institutes of Health (NIH, dt. Nationale Institute der Gesundheit) in Erwiderung auf die schlechte Repräsentation von Frauen im NIH Komitee für Ausbildungsförderung. Die Klage wurde fallen gelassen, nachdem sich Repräsentanten der Gruppen, inklusive Schwartz, mit NIH-Vorstand Robert Marsten trafen. Marsten erbat Empfehlungen und verpflichtete sich mehr Frauen zu ernennen. Ein frühes Projekt war die Einrichtung der AWIS Educational Foundation (Heute bekannt als Educational Awards, dt. AWIS Pädagogische Stiftung) für Spenden und die Verleihung von Mitgliedschaften. 1997 gewann AWIS den Presidential Award for Excellence in Science, Mathematics & Engineering Mentoring.

## Organisation
2015 war Janet Bandows Koster Geschäftsführerin und Ann Lee-Karlon Vorstandsvorsitzende.

## Aktivitäten und Veröffentlichungen
Aktivitäten von AWIS beinhalten öffentliche Fürsprache, Distribution von News und Medien und edukative Programme wie Mentorschaftsprogramme und Stipendien. AWIS veröffentlicht eine Varietät an Materialien zur Information von Frauen über wissenschaftliche Programme und Frauenfragen, darunter das vierteljährlich erscheinende AWIS Magazine und den AWIS in Action! Newsletter.

## Mitglieder und Ortsvereine
AWIS-Mitglieder sind Fachkräfte und Schüler aus den MINT-Fächern, die 7,4 Millionen in diesen Feldern arbeitende Frauen repräsentieren. Über 50 % der Mitglieder haben Doktortitel auf ihrem jeweiligen Gebiet erworben.
AWIS hat 49 Ortsverbände in den Vereinigten Staaten, die lokale Vernetzung und Mentorenschaft sowie Ermutigung und Unterstützung von jungen Frauen, die MINT-Karrieren in betracht ziehen.

## Bünde und Partnerschaften
- STEM Education Coalition
- National Coalition for Women and Girls (NCWGE)
- American Association of University Women (AAUW)
- Society of Women Engineers (SWE)
- Society of Hispanic Professional Engineers (SHPE)

## Erwähnenswerte Mitglieder
- Carol Greider (Nobelpreis in Physiologie oder Medizin, 2009 „für die Entdeckung, wie Chromosomen durch Telomere und das Enzym Telomerase geschützt werden“)
- Phoebe Leboy (Präsidentin des Verbandes 2008–2009)